# Персональная вики
Персональная вики — тип программного обеспечения, предназначенный для накопления пользовательской информации с использованием вики-разметки. Персональная вики позволяет частным лицам организовать информацию на своём компьютере, мобильном устройстве или веб-сервере в форме, подобной Википедии, но без разрешения создания и редактирования материалов и/или недоступные для просмотра общественности.
Персональные вики можно разделить на многопользовательские с возможностью организации личного пространства и однопользовательские вики-приложения, не всегда имеющие веб-сервера и сервера баз данных.

## Многопользовательские вики
- MoinMoin — функциональный, простой в использовании, свободный (GNU GPL), кроссплатформенный (Windows, Linux, Mac OS), расширяемый вики-движок, написанный на языке Python.
- TWiki — вики-движок для корпоративного использования, написанный на Perl.
- BookStack — написан на языке PHP с использованием MySQL. По умолчанию имеет структуру книжной полки.
- DokuWiki — согласно его автору, простой, но достаточно функциональный вики-движок, который может быть использован для создания любой документации.
- WikkaWiki — вики-движок, созданный на языке PHP с использованием MySQL как ответвление заброшенного движка WakkaWiki.
- Google Sites — бесплатный хостинг на базе структурированной вики.

## Однопользовательские вики
- Gnote — программа для создания заметок; порт Tomboy, написанный на языке C++.
- OutWiker[1] — свободная программа под Windows и Linux для создания заметок, в которой каждая заметка хранится в отдельном каталоге[2].
- TiddlyWiki — вики-движок и вики-концепция, заключающаяся в том, что весь вики-сайт представляет собой одну HTML-страницу, интерактивность которой обеспечивается сценариями.
- Tomboy — свободная программа для создания заметок (блокнот, использующий вики-разметку), написанная для Юникс-подобных ОС на языке C# с использованием Gtk#, являющаяся частью среды GNOME.
- WikidPad — бесплатная программа, написанная на языке Python, позволяющая хранить списки дел, контакты, заметки и другую информацию с использованием вики-разметки.
- Zen-wiki — простой вики движок написанный на python для Google App Engine. Поддерживает синтаксис Markdown и подсветку кода. Редактировать вики может только владелец. Также доступен в виде сервиса. По состоянию на 25 апреля 2017 — не поддерживается.
- Zim — текстовый WYSIWYG-редактор для создания заметок, написанный на языке Python (версии до 0.29 включительно были написаны на Perl), каждая запись в котором сохраняется в виде текстового файла с вики-разметкой.
- didiwiki — быстрая, легковесная и простая реализация Вики, написанная на языке C. Работает на серверах Unix. По умолчанию, IP сервера — 0.0.0.0:8000, но можно изменить на другой, например, локальный. Запускается и настраивается из терминала, работа с вики-страницами — из браузера.
- XOWA — копия Википедии на определённую дату, работающая без подключения к интернету.